# MTV Video Music Awards de 1986
A cerimônia dos MTV Video Music Awards de 1986 foi transmitida ao vivo em 5 de setembro de 1986, tendo premiado os melhores videoclipes lançados entre 2 de maio de 1985 e 1 de maio de 1986. O programa foi apresentado pelos VJs da MTV Downtown Julie Brown, Mark Goodman, Alan Hunter, Martha Quinn e Dweezil Zappa, e teve lugar no edifício The Palladium, em Nova Iorque, e no Anfiteatro Gibson, em Los Angeles. No entanto, outras partes do programa tiveram lugar em várias outras cidades, como Londres, Miami e New Haven, no Connecticut.
Os grandes vencedores da noite foram os noruegueses a-ha, que levaram oito dos onze prêmios a que concorriam. O clipe de "Take on Me" levou seis dos oito prêmios que disputava, incluindo o da "escolha dos espectadores", enquanto "The Sun Always Shines on T.V." levou dois dos três indicados.

## Nomeações
Os vencedores aparecem a negrito.

### Videoclipe do Ano
- a-ha — "Take on Me"
- Dire Straits — "Money for Nothing"
- Godley & Creme — "Cry"
- Robert Palmer — "Addicted to Love"
- Talking Heads — "Road to Nowhere"

### Melhor Videoclipe Masculino
- Bryan Adams — "Summer of '69"
- Phil Collins — "Take Me Home"
- Robert Palmer — "Addicted to Love"
- Bruce Springsteen — "Glory Days"
- Sting — "If You Love Somebody Set Them Free"

### Melhor Videoclipe Feminino
- Kate Bush — "Running Up That Hill"
- Aretha Franklin — "Freeway of Love"
- Whitney Houston — "How Will I Know"
- Grace Jones — "Slave to the Rhythm"
- Tina Turner — "We Don't Need Another Hero"

### Melhor Videoclipe de Grupo
- a-ha — "Take on Me"
- Dire Straits — "Money for Nothing"
- INXS — "What You Need"
- The Rolling Stones — "Harlem Shuffle"
- Talking Heads — "And She Was"

### Melhor Novo Artista num Videoclipe
- a-ha — "Take on Me"
- The Hooters — "And We Danced"
- Whitney Houston — "How Will I Know"
- Pet Shop Boys — "West End Girls"
- Simply Red — "Holding Back the Years"

### Melhor Conceito num Videoclipe
- a-ha — "Take on Me"
- Dire Straits — "Money for Nothing"
- Godley & Creme — "Cry"
- Talking Heads — "And She Was"
- Talking Heads — "Road to Nowhere"

### Videoclipe Mais Experimental
- a-ha — "Take on Me"
- Pat Benatar — "Sex as a Weapon"
- Dire Straits — "Money for Nothing"
- X — "Burning House of Love"
- ZZ Top — "Rough Boy"

### Melhor Atuação de Palco num Videoclipe
- Bryan Adams e Tina Turner — "It's Only Love"
- Dire Straits — "Money for Nothing"
- Huey Lewis and the News — "The Power of Love"
- Robert Palmer — "Addicted to Love"
- Pete Townshend — "Face the Face"

### Melhor Atuação Geral num Videoclipe
- David Bowie e Mick Jagger — "Dancing in the Street"
- Dire Straits — "Money for Nothing"
- Robert Palmer — "Addicted to Love"
- Bruce Springsteen — "Glory Days"
- Sting — "If You Love Somebody Set Them Free"

### Melhor Direção
- a-ha — "Take on Me" (Diretor: Steven Barron)
- Pat Benatar — "Sex as a Weapon" (Diretor: Daniel Kleinman)
- Dire Straits — "Money for Nothing" (Diretor: Steven Barron)
- X — "Burning House of Love" (Diretor: Daniel Kleinman)
- ZZ Top — "Rough Boy" (Diretor: Steven Barron)

### Melhor Coreografia
- Pat Benatar — "Sex as a Weapon" (Coreógrafo: Russell Clark)
- Morris Day — "The Oak Tree" (Coreógrafos: Russell Clark e Morris Day)
- Madonna — "Dress You Up" (Coreógrafo: Brad Jefferies)
- Madonna — "Like a Virgin (ao vivo)" (Coreógrafo: Brad Jefferies)
- Prince and The Revolution — "Raspberry Beret" (Coreógrafo: Prince)

### Melhores Efeitos Especiais
- a-ha — "Take on Me" (Efeitos Especiais: Michael Patterson e Candace Reckinger)
- Pat Benatar — "Sex as a Weapon" (Efeitos Especiais: Daniel Kleinman e Richard Uber)
- Dire Straits — "Money for Nothing" (Efeitos Especiais: Ian Pearson)
- X — "Burning House of Love" (Efeitos Especiais: Daniel Kleinman)
- ZZ Top — "Rough Boy" (Efeitos Especiais: Max Anderson e Chris Nibley)

### Melhor Direção de Arte
- a-ha — "The Sun Always Shines on T.V." (Diretor de Arte: Stefan Roman)
- Pat Benatar — "Sex as a Weapon" (Diretor de Arte:

Daniel Kleinman)
- Dire Straits — "Money for Nothing" (Diretor de Arte: Steven Barron)
- Honeymoon Suite — "Feel It Again" (Diretor de Arte: David Brockhurst)
- ZZ Top — "Rough Boy" (Diretor de Arte: Ron Cobb)

### Melhor Edição
- a-ha — "The Sun Always Shines on T.V." (Editor: David Yardley)
- Pat Benatar — "Sex as a Weapon" (Editor: Richard Uber)
- Dire Straits — "Money for Nothing" (Editor: David Yardley)
- X — "Burning House of Love" (Editor: Dan Blevins)
- ZZ Top — "Rough Boy" (Editor: Richard Uber)

### Melhor Cinematografia
- a-ha — "The Sun Always Shines on T.V." (Diretor de Fotografia: Oliver Stapleton)
- Pat Benatar — "Sex as a Weapon" (Diretor de Fotografia: Peter Mackay)
- Joe Walsh — "The Confessor" (Diretor de Fotografia: Jan Keisser)
- X — "Burning House of Love" (Diretor de Fotografia: Ken Barrows)
- ZZ Top — "Rough Boy" (Diretor de Fotografia: Chris Nibley)

### Escolha dos Espectadores
- a-ha — "Take on Me"
- Dire Straits — "Money for Nothing"
- Godley & Creme — "Cry"
- Robert Palmer — "Addicted to Love"
- Talking Heads — "Road to Nowhere"

### Prêmio Vídeo Vanguarda
- Madonna
- Zbigniew Rybczyński

### Prêmio Reconheciemnto Especial
- Bill Graham
- Jack Healey (Diretor Executivo, Amnistia Internacional)

## Atuações
- Robert Palmer — "Addicted to Love"
- The Hooters — "And We Danced"/"Nervous Night"
- The Monkees — "I'm a Believer"/"Daydream Believer"
- 'Til Tuesday — "What About Love"
- INXS — "What You Need"
- Van Halen — "Best of Both Worlds"/"Love Walks In"
- Mr. Mister — "Kyrie"/"Broken Wings"
- Simply Red — "Holding Back the Years"/"Money's Too Tight (To Mention)"
- Whitney Houston — "How Will I Know"/"Greatest Love of All"
- Pet Shop Boys — "Love Comes Quickly"/"West End Girls"
- Tina Turner — "Typical Male"
- Genesis — "Throwing It All Away"